# Satoki Uejo
Satoki Uejo (født 27. april 1997) er en japansk fodboldspiller, som spiller for den japanske fodboldklub FC Ryukyu.